# 捃拾教
捃拾教（くんじゅうきょう）とは、天台大師智顗が創始した天台教学における『涅槃経』の位置付けを指す。捃拾とは拾い集める、落ち穂拾いの意。日蓮もこの説を踏襲した。天台宗及び日蓮宗の各諸派や教団で、涅槃経は法華経よりも劣るとして、『涅槃経』をこう呼ぶ。
以下では、法華一乗の立場での解釈、またそれに対しての『涅槃経』優位における解釈、についてそれぞれ述べる。

## 法華一乗の立場での解釈
『涅槃経』巻9如来性品（南本では菩薩品第16）に
また天台の『法華玄義釈籤』巻二に
また、日蓮は『報恩抄』において、次のように述べている。
一仏乗を開き顕し、釈尊の出世の本懐を顕して、八千の声聞に記別（未来に成仏すると予言し約束する）した『法華経』に対して、『法華経』の後に説いた『涅槃経』は、法華経の利益に漏れた者を拾い集めたものであるから、『法華経』を秋に収める大収、『涅槃経』を冬に蔵す捃拾としている。したがって、『涅槃経』を捃拾遺嘱（くんじゅういぞく）とも呼ぶ。

## 『涅槃経』優位における解釈
『涅槃経』巻9如来性品の経文の前文を省略せず述べると次のとおりである。
したがって、『涅槃経』を優位とする立場は、先の声聞記別の経文の解釈はまったく逆であるとする。『法華経』はたしかに声聞の記別を説いたが、その前に方便品において五千人の増上慢の比丘たちは「それまでの教えと違うのなら聞けない」として立ち去って以降、救われていない。それらをもし『涅槃経』に譲ったとするならば、一切衆生の済度を確約する仏教の教え、また最高の教えであると位置付ける『法華経』に落ち度があることになり不完全な教えとなる、という主張がある。またこの『涅槃経』の経文は恣意的に前半部が省略されて多く典拠されており、これを省略せず素直に読めばまったく意味が逆の違ったものになるとする。
『涅槃経』優位説の立場では、この経文はあくまでも『涅槃経』の利益を説いたものであり、「秋収冬蔵」というのは、法華経で声聞衆が記別を受けて大果実を得たように、この『涅槃経』の教えを修学すれば、「更に所作なきが如し（あとは何もすることがないのと同じである）」と説いている。したがって『涅槃経』を修学しなければやり残したものがある、というのが解釈を加えない経文そのものの真の意味である、と反論している。
さらに、この秋収冬蔵の譬喩説は、同じ涅槃経でも南本と北本のみにしかない。法顕・六巻本には、
とあるように、法顕が翻訳した六巻本には、「法華経の中で八千の声聞が記別を得た」との記述はあるものの、曇無讖が翻訳した北本及び、六巻本と北本を校合訂正した南本には「大果実を収めて秋収め冬蔵めて更に所作なきが如し」との文言は見当たらない。したがって、六巻本においてもこの箇所は涅槃経の優位性を主張するための記述で、法華経での声聞記別は単にそのための引証でしかなかったことが窺える。